# Kepler-37 d
Kepler-37 d est une exoplanète en orbite autour de l'étoile Kepler-37 dans la constellation de la Lyre. Elle a un rayon deux fois plus grand que la Terre.

## Découverte
Kepler-37 d, de même que deux autres planètes, Kepler-37 b et Kepler-37 c, a été découverte autour de l'étoile Kepler-37 par le télescope spatial Kepler, qui observe les transits astronomiques.